# المرأة الملك
المرأة الملك (بالإنجليزية: The Woman King)‏ هو فيلم ملحمي تاريخي أمريكي قادم من تأليف دانا ستيفينز وإخراج جينا برنس-بيثوود وبطولة فيولا ديفيس، ثوسو مبيدو، لاشانا لينش، زوزيبيني تونزي وجون بويغا. من المقرر عرض الفيلم في 16 سبتمبر 2022.
ملخص حكاية الفيلم:

## روابط خارجية
المرأة الملك على موقع IMDb (الإنجليزية)
- المرأة الملك على موقع ميتاكريتيك (الإنجليزية)
- المرأة الملك على موقع روتن توميتوز (الإنجليزية)
- المرأة الملك على موقع ألو سيني (الفرنسية)
- المرأة الملك على موقع فيلمافينيتي (الإسبانية)
- المرأة الملك على موقع قاعدة بيانات الأفلام السويدية (السويدية)
- المرأة الملك على موقع قاعدة بيانات الفيلم (الإنجليزية)
- المرأة الملك على موقع ليتربوكسد (الإنجليزية)
- المرأة الملك على موقع كينوبويسك (الروسية)